# Natalie Adeberg
Natalie Adeberg (* 19. Januar 1993 in Wiesbaden, Deutschland) ist eine deutsche Handballspielerin, die zuletzt für den deutschen Zweitligisten 1. FSV Mainz 05 auflief.

## Karriere

### Im Verein
Adeberg begann das Handballspielen beim Mainzer Verein SC Lerchenberg. Später lief sie für die JSG Mainz 05/SC Lerchenberg auf, einer Spielgemeinschaft ihres Jugendvereins SC Lerchenberg und des 1. FSV Mainz 05, mit deren B-Jugend sie im Jahr 2009 die Meisterschaft der Regionalliga gewann. Bei der anschließend ausgetragenen deutschen B-Jugendmeisterschaft belegte sie den dritten Platz.
Adeberg wechselte 2009 zur DJK/MJC Trier, für deren 2. Damenmannschaft sie anfangs in der Regionalliga auflief. In der Saison 2011/12 erhielt die Rückraumspielerin erste Spielanteile in der Bundesligamannschaft, für die sie insgesamt 27 Tore in dieser Spielzeit warf. Ab der folgenden Spielzeit gehörte sie fest dem Bundesligakader an. Ab der Saison 2014/15 lief sie für den Ligakonkurrenten Bayer Leverkusen auf. Mit Leverkusen nahm Adeberg in der Saison 2014/15 am EHF-Pokal teil. In diesem Wettbewerb erzielte sie zwei Treffer. Ab 2016 stand sie beim Zweitligisten TV Beyeröhde unter Vertrag. Vier Jahre später folgte ein Wechsel zum Bundesligisten 1. FSV Mainz 05. Im März 2021 zog sich Adeberg eine schwere Knieverletzung zu, wodurch für sie die Saison 2020/21 beendet war. Zu diesem Zeitpunkt war Adeberg mit 88 Treffern die torgefährlichste Spielerin der Mainzerinnen. Im Sommer 2021 trat sie mit Mainz den Gang in die Zweitklassigkeit an.

### In Auswahlmannschaften
Adeberg gehörte dem Kader der deutschen Jugendnationalmannschaft an. Bei einem Länderspiel gegen Frankreich zog sich Adeberg einen Wadenbeinbruch zu, wodurch sie ein Jahr pausieren musste. Später wurde sie in den Kader der deutschen Juniorinnennationalmannschaft berufen.

## Sonstiges
Ihre jüngere Schwester Selina Adeberg spielte ebenfalls Handball.